# Yorodougou
Yorodougou  è una città e sottoprefettura della Costa d'Avorio appartenente al dipartimento di Sipilou. Conta una popolazione di 19 451 abitanti (censimento 2014).